# ムドール
ムドール（カンナダ語：ಮುಧೋಳ、英語：Mudhol）は、インドのカルナータカ州、バガルコート県の都市に存在する町。

## 歴史
かつて、ムドールはマラーター同盟の一角、ゴールパデー家の支配下にあった。
1818年、マラーター同盟が解体すると、ゴールパデー家はイギリスと軍事保護条約を結び、ムドール藩王国となった。

## 地理
ムドールは北緯16度21分 東経75度17分 / 北緯16.35度 東経75.28度に位置している。